# Santa María del Páramo
Santa María del Páramo is een gemeente in de Spaanse provincie León in de regio Castilië en León met een oppervlakte van 20,08 km². Santa María del Páramo telt 3.141 inwoners (1 januari 2016).